# Christina Aguilera (álbum)
Christina Aguilera é o álbum de estreia da artista musical americana de mesmo nome. O seu lançamento ocorreu em 24 de agosto de 1999, através da RCA Records. Possui uma sonoridade inspirada pelo teen pop e pelo dance-pop, apresentando elementos proeminentes do R&B. Liricamente, as faixas refletem-se ao romance e ao amor, e no caso de canções como "Genie in a Bottle", ao auto-respeito, apresentando referências sexuais. As gravações do projeto ocorreram entre 1998 e 1999 em estúdios nos Estados Unidos, sob a produção executiva de Ron Fair e Diane Warren, sendo que Warren também colaborou na produção musical do trabalho juntamente a Johan Aberg, David Frank, Ron Harris, Robert Hoffman, Khris Kellow, Steve Kipner, Travon Potts, Paul Rein, Guy Roche, Evan Rogers, Carl Sturken, Robin Thicke, Matthew Wilder e Aaron Zigman.
Após receber a notícia de que a re-produção do programa infantil The Mickey Mouse Club (1993-94) entraria em sua temporada final, Aguilera determinou-se em lançar seu álbum de estreia entre 1994 e 1995, época na qual completava o ensino médio. Posteriormente, ela iniciou a gravação de um disco com os produtores Roberts Alleca e Michael Brown, mas encerrou a parceira após achar o resultado final das canções produzidas pela dupla insatisfatório. Mais tarde, Christina chamou a atenção de Steve Kurtz, que tornou-se seu empresário. Aguilera então enviou fitas de demonstração a várias gravadoras, cujos materiais eram providos das gravações feitas com Alleca e Brown. A primeira resposta positiva veio por parte da RCA Records, que deu para ela a chance de gravar "Reflection" para a trilha sonora do filme de animação infantil Mulan (1998). Apesar de passar por dificuldades financeiras, Aguilera acabou por ser contratada pela gravadora, que propôs-lhe a oportunidade de gravar seu álbum de estreia, cuja data de lançamento foi definida duas vezes: a primeira, para setembro de 1998; e a segunda, para janeiro de 1999.
Christina Aguilera recebeu análises geralmente mistas da mídia especializada, em que alguns analistas prezaram os vocais de Aguilera e a sua produção, enquanto outros criticaram a sua falta de originalidade. Mesmo com as resenhas mistas, foi indicado a duas categorias durante a edição de 2000 dos Grammy Awards, nomeadamente Melhor Artista Revelação e Melhor Performance Feminina Pop, sendo que a nomeação desta última categoria foi concedida para "Genie in a Bottle". Aguilera acabou por vencer a primeira. Comercialmente, obteve um desempenho exitoso, liderando as tabelas do Canadá e dos Estados Unidos, ao passo em que qualificou-se nas vinte melhores posições na  Alemanha, na Áustria, na Bélgica, na Nova Zelândia, no Reino Unido e na Suíça. Nos Estados Unidos, debutou na primeira colocação da tabela Billboard 200. Recebeu certificação de platina sêxtupla pela Music Canada e de platina nônupla pela Recording Industry Association of America (RIAA). Mundialmente, vendeu cerca de 17 milhões de unidades, sendo o projeto mais vendido da cantora.
A fim de promovê-lo, quatro singles foram lançados. O primeiro, "Genie in a Bottle", foi um êxito internacional, liderando as tabelas de mais de vinte países, incluindo os Estados Unidos e o Reino Unido. Neste primeiro, foi a canção mais vendida durante o verão de 1999. O segundo, "What a Girl Wants", foi regravado em setembro de 1999, recebendo uma versão mais dançante do que a original. Esta faixa foi o segundo single de Aguilera a liderar a Billboard Hot 100. As duas faixas de trabalho seguintes, "I Turn to You" e "Come on Over Baby (All I Want Is You)", também foram sucessos internacionais, sendo que a última citada sagrou-se como a terceira canção de Christina a culminar a tabela supracitada. Como forma de divulgação do material, Aguilera apresentou-se em programas televisivos e premiações e embarcou em sua primeira turnê, Christina Aguilera in Concert (2000-01), constituída de 81 concertos feitos em quatro continentes. O sucesso do disco e de seus singles correspondentes tem sido observado por fazer um papel importante na carreira posterior de Christina e por ter a solidificado como uma força musical. Diversos profissionais observaram que a cantora começou a ser conhecida como "a garota dos sonhos" e notaram que a vitória da artista nos Prêmios Grammy de 2000 foi um dos momentos mais importantes em sua carreira.

## Antecedentes e desenvolvimento

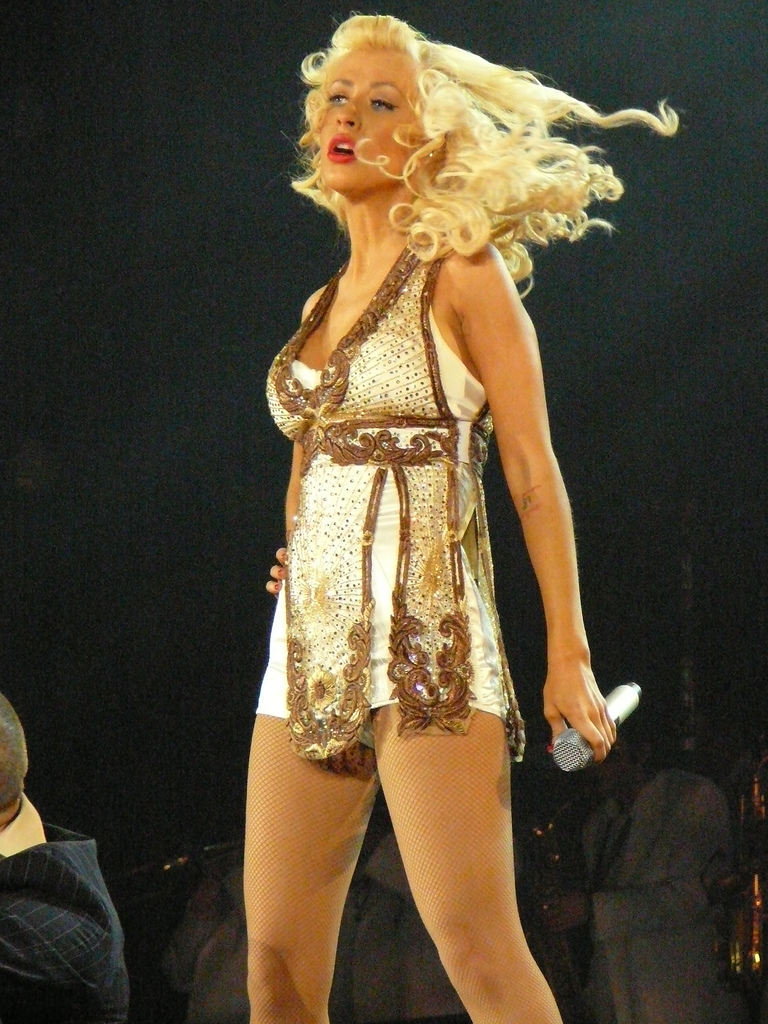
Aguilera interpretando "Come on Over Baby (All I Want Is You)" durante a turnê Back to Basics Tour (2006-08).

Após receber a notícia de que a exibição do programa infantil The Mickey Mouse Club (1993-94) entraria em sua última temporada, Aguilera determinou-se em lançar seu álbum de estreia entre 1994 e 1995, época na qual completava o ensino médio. Para este disco, ela gravou canções com os produtores Roberts Alleca e Michael Brown, porém encerrou a parceira após insatisfazer-se com o resultado final. Apesar de ter recebido propostas para continuar com a dupla, Christina viajou ao Japão, com a intenção de iniciar sua carreira musical. Lá, ela recebeu uma oportunidade de colaborar com a cantora pop local Keizo Nakanishi na faixa "All I Wanna Do", embora a experiência tenha falhado em obter um desempenho comercial positivo. Ao passo em que buscava oportunidades de iniciar sua carreira, Aguilera chamou a atenção de Steve Kurtz, que posteriormente tornou-se seu empresário. Antes de tornar-se cliente de Kurtz, Aguilera havia assinado um contrato com Ruth Inniss para ser sua porta-voz, o que acabou não acontecendo.
Kurtz então decidiu ajudar Aguilera para dar início a sua carreira musical, enviando fitas de demonstração para várias gravadoras. A primeira resposta positiva veio por parte da RCA Records, que disse a Christina para que contatasse a Disney. Com concordância da RCA, a Disney entregou a Aguilera a chance de gravar "Reflection" para a trilha sonora do filme de animação infantil Mulan (1998). Aguilera acabou por ser contratada pela editora, apesar de passar por dificuldades financeiras. "Consegui um contrato discográfico ao mesmo tempo em que estava na trilha sonora de Mulan. Eu tinha acabado de completar dezessete anos de idade, e durante a mesma semana, eu já tinha as duas coisas. Primeiramente, gravei a trilha sonora de Mulan e, meses depois, eu estava em Los Angeles gravando o disco durante seis meses", disse a artista sobre a contratação. Quando questionado sobre a canção e a contratação de Aguilera, o então diretor executivo da RCA, Ron Fair, disse:
| “ | Ela é uma gênia sinistra cantando. Ela foi colocada na terra para cantar, e eu trabalhei com um monte de cantores. (...) Quando Aguilera encontrou-se conosco, não se importava de que estava fazendo testes para um contrato discográfico; ela entrou em um clima de performance que você vê no artista mais maduro do que ela é. | ” |

Depois de ser convidada para acertar uma nota musical necessária para "Reflection", Aguilera pensou que a música poderia ser a "porta de entrada" para um contrato. Ela passou horas regravando "Run to You", de Whitney Houston, que incluiu a nota que era necessária para "Reflection". Após atingir a nota, que foi descrita pela própria como a "nota que mudou a [minha] vida", Aguilera finalmente gravou para a canção. Para a gravação, ela ficou em Los Angeles durante cerca de uma semana. Embora tenha ficado cada vez mais exausta durante as sessões de gravação, ela implorou para ficar na cidade, após descobrir que uma orquestra de noventa pessoas chegaria para gravar o instrumental da faixa. Após testemunhar o evento, ela descreveu tal experiência como "incrível". Com o sucesso da faixa, a RCA pediu para que a cantora desse início às gravações de seu álbum de estreia e definiu sua data de lançamento para setembro de 1998, para manter a "propaganda" acerca de Aguilera naquele momento. A gravadora entregou todo o necessário para a produção do álbum e apresentou a Christina faixas que poderiam estar incluídas no disco, que recebeu outra data de lançamento, definida para janeiro de 1999.

## Gravação e composição
"Eu estava tentando muito fazer canções mais R&B. Eles [os executivos da RCA] claramente queriam fazer um disco com um som pop novo e jovem, e nem sempre era a direção que eu queria ir. Às vezes, eles não queriam, não queriam me ouvir por causa da minha idade, e isso foi um pouco frustrante. Desde todo o sucesso, é mais fácil aceitar as minhas opiniões".

—Aguilera explicando a sua vontade de fazer um álbum mais R&B em entrevista ao The Washington Post.
Christina Aguilera foi gravado entre 1998 e 1999, com Ron Fair e Diane Warren servindo como os produtores executivos do álbum. A gravadora teria gasto mais de 1 milhão de dólares em compositores, produtores e aulas de canto. De acordo com Fair, "ela era muito mais do que um talento puro, então construir uma coleção de canções que iriam se tornar seu primeiro álbum foi um processo que consumiu muito tempo. Nós queríamos achar aqueles que poderiam bater a porta e colocar ela lá". O projeto foi construído através de canções pop, o que foi contra a vontade de Aguilera, já que ela queria um álbum mais R&B. Para o disco, Aguilera colaborou com Johan Aberg, David Frank, Ron Harris, Robert Hoffman, Khris Kellow, Steve Kipner, Travon Potts, Paul Rein, Guy Roche, Evan Rogers, Carl Sturken, Robin Thicke, Warren, Matthew Wilder e Aaron Zigman. Roche foi um dos primeiros produtores do disco, sendo responsável pela produção e composição de "What a Girl Wants", sendo que Shelly Peinken também compôs a canção ao lado de Roche. A faixa foi posteriormente regravada em setembro de 1999 para o seu lançamento comercial. Peinken e Roche também compuseram novamente "Come on Over (All I Want Is You)" sob o título de "Come on Over Baby (All I Want Is You)"; esta canção foi inicialmente composta por Rein e Aberg e produzida por ambos juntamente a Zigman. Segundo a intérprete, "nós estamos dando para [a canção] um pouco de estilo mais R&B [e] limitado, talvez um pouco dançante, mas vamos dar para esta música um pouco de direções musicais diferentes e alcançar [nosso] objetivo". Aguilera também regravou a canção "I Turn to You", originalmente composta por Warren e interpretada por All-4-One. Rogers e Sturken compuseram e produziram duas faixas do álbum, enquanto Thicke foi responsável pela composição e produção de "When You Put Your Hands on Me". Franne Golde, que já havia composto uma canção para Whitney Houston, também entregou uma composição para Aguilera. Na fase final da produção do disco, Frank entregou para a artista uma música chamada "Genie in a Bottle", a qual Christina quase não gravou. De acordo com a própria, isto aconteceu "porque havia muitos outros artistas que vieram depois [do lançamento] desta canção, então nós tivemos que lutar para ficar com ela". A cantora também tratou da composição de "I Will Be" que, de acordo com ela, foi inspirada por "Vanishing", da cantora compatriota Mariah Carey. A canção, também composta por Heather Holley, acabou por ser utilizada como o lado B de "Dirrty", primeiro single do quarto álbum de estúdio de Aguilera, Stripped (2002).
Christina Aguilera é um álbum predominantemente derivado do dance-pop e do teen pop. Grande parte de suas canções possui como gênero estilístico o teen pop. Bob Waliszewski, da extinta revista Plugged In, comparou o projeto ao estilo musical pop-R&B de Mariah Carey, enquanto Beth Johnson, da publicação Entertainment Weekly, caracterizou o disco como "uma mistura de Tiffany e Whitney Houston". O álbum inicia-se com seu primeiro single, "Genie in a Bottle". A letra foi escrita por Steve Kipner, David Frank e Pamela Shayne, enquanto a produção ficou a cargo dos dois primeiros. Musicalmente, é uma canção derivada do dance-pop e do teen pop. A sua instrumentação é composta através dos vocais, juntando ainda acordes de baixo, guitarra e piano, além do uso de tambores e sintetizadores. Liricamente, trata do auto-respeito, cujo tema é refletido através do uso de referências sexuais, como "Meu corpo diz 'vamos lá' / Mas meu coração diz 'não'" e "Se quiser estar comigo / Baby, há um preço a pagar / Sou um gênio numa garrafa / Tem que me esfregar do jeito certo". Na Malásia, devido as referências sexuais, a canção acabou por ser banida e regravada. Linhas da canção foram alteradas, como "Hormônios correndo" para "Batidas do coração correndo" e "Tem que me esfregar do jeito certo" para "Tem que me tratar do jeito certo". Em 2000, foi regravada na língua espanhola para o segundo disco da intérprete, Mi reflejo, sob o título de "Genio atrapado". A letra desta versão foi escrita por Rudy Pérez. Lançada como o segundo foco de promoção do material, "What a Girl Wants" é a faixa seguinte, escrita por Guy Roche e Shelly Peiken e produzida por Roche. Os gêneros principais da canção são o teen pop e o R&B. Escrita por Shelly Peiken e Roche, a letra trata do que "uma mulher quer em uma relação, em ambos os lados sexuais e emocionais", conforme observado por Bianca Gracie, do Idolator. A obra seguinte é "I Turn to You". Escrita por Diane Warren e produzida por Roche, é uma regravação da originalmente cantada por All-4-One, sendo classificada como uma balada pop com elementos do soul. Na canção, Aguilera agradece alguém por ter lhe dado fé, força, apoio, compromisso e ternura. As canções "So Emotional", "Love for All Seasons" e "Somebody's Somebody" apresentam elementos do R&B e do soul. A primeira é um número de andamento médio que fala sobre um homem que tem Aguilera em suas mãos. Frank Tortorici, da Sonicnet, descreveu esta música como um "número parecido com [canções] gospel". A segunda possui influências pop e é musicalmente similar a "Always Be My Baby", de Mariah Carey. "Somebody's Somebody" possui uma instrumentação formada por tambores com pressão, baixos estalantes e um órgão gospel, sendo que este último é tocado durante a ponte do número. Liricamente, apresenta a cantora falando sobre como encontrar segurança nos braços de alguém.
"Reflection", sexta faixa do projeto, foi composta e produzida por Matthew Wilder, com escrita adicional por David Zippel. Originalmente incluído na trilha sonora de Mulan, o tema apresenta a artista falando sobre uma mulher que deseja revelar sua verdadeira personalidade. Kenneth Partridge, da Billboard, nomeou "Reflection" como "a canção que resume o álbum". "Come on Over Baby (All I Want Is You)", quinta faixa do álbum, foi lançada como o quarto e último single do material e foi descrita como o número mais sexual do trabalho. Apresentando elementos do pop com influências do trip hop, a canção contém um verso rap escrito pela própria cantora. Nona canção do material, "When You Put Your Hands on Me" foi composta por Robin Thicke juntamente a James Glass, sendo produzida por Thicke e Pro J. Derivada do R&B, a composição tem como tema principal a alquimia da relação sexual, com Aguilera dizendo: "Eu só sei que / Quando você coloca suas mãos em mim / Eu me sinto sensual / E meu corpo se transforma em ouro". "Blessed" contém influências gospel, enquanto "Love Will Find a Way" apresenta um ritmo R&B e foi comparada a "Emotions" e "Dreamlover", ambas de Mariah Carey. O álbum termina com "Obvious", canção na qual Aguilera questiona se "a confusão sobre a sua vida é evidente para todos", de acordo com Partridge.

## Recepção

### Crítica profissional
| Críticas profissionais | Críticas profissionais |
| Avaliações da crítica  | Avaliações da crítica  |
| Fonte                  | Avaliação              |
| ---------------------- | ---------------------- |
| Allmusic               | [ 18 ]                 |
| Billboard              | (mista)                |
| Entertainment Weekly   | (B-)                   |
| Q                      | [ 32 ]                 |
| Rolling Stone          | [ 33 ]                 |
| Sputnikmusic           | [ 34 ]                 |

Após o seu lançamento, o álbum recebeu análises mistas da mídia especializada. Stephen Thomas Erlewine, do portal Allmusic, concedeu ao disco quatro estrelas de cinco totais, prezando a composição das canções e a produção "limpa e organizada" do projeto. O crítico musical também elogiou os vocais da artista, dizendo que "ela não possui apenas carisma, ela pode realmente cantar, trazendo convicção a estas músicas de amor e de desgosto". Embora tenha chamado o trabalho de "um álbum frustrantemente errático" e acabando por conceder-lhe uma nota de C-, Beth Johnson, da Entertainment Weekly, comentou que "Christina ainda faz uma proposta credível para ser a trilha sonora de final de verão para uma recuperação romântica". Amanda Murray, editora da Sputnikmusic, atribuiu para o álbum três estrelas e meia de cinco permitidas, analisando que Christina Aguilera "é um álbum que é altamente representativo dos melhores aspectos do teen pop do final dos anos 90". Um crítico da revista Q forneceu para o álbum três estrelas de cinco atribuíveis e prezou os vocais de Aguilera, explicando que o álbum "apresenta seus vocais bonitos e poderosos para um efeito surpreendentemente impressionante".
Em uma resenha mista, Barry Walters, da publicação musical Rolling Stone, providenciou duas estrelas e meia de cinco totais e criticou as letras das faixas, definindo-as como um "cérebro de bolha" e resenhando que "Aguilera entrega pouca substância para transformar [o disco] em ouro". O crítico musical Robert Christgau concedeu uma nota de C+ e elaborou que o álbum "foi [uma] evasão como LeAnn e ao contrário de Britney, Christina já tem uma personalidade 'adulta' e frases na ponta da língua e, assim, corre o risco de juntar-se a Mariah, Celine e LeAnn no desfile interminável de [Diane] Warren das divas-impulsionadas-por atingir notas altas e que significam menos do que nada". Julene Snyder, da Sonicnet, escreveu que "Aguilera tem uma compreensão instintiva do estado insípido da cena musical pop / dance, especialmente no que diz respeito aos seus pares". Nikki Tranter, da PopMatters, concedeu uma análise mista para o material e comentou que "há [no disco] muitos 'oohs', diversos 'ahhs' e o número suficiente de 'Eu quero' e 'Você gosta' para manter as crianças felizes". Em uma publicação comemorativa de 15 anos do lançamento do álbum, Kenneth Partridge, da Billboard, forneceu uma resenha mista para o projeto, descrevendo-o como "bastante audível". Entretanto, o profissional disse que as letras "[nos dizem] muito pouco sobre a garota na capa [do álbum]".

### Impacto
"A batalha para a supremacia teen pop fez o seu caminho para os Grammy Awards em 2000, quando Britney Spears e Christina Aguilera foram indicadas na categoria de Melhor Artista Revelação. Ambas as cantoras lançaram álbuns de sucesso em 1999 (...) e Aguilera acabou indo embora com um dos principais prêmios da noite. 'Eu estou tremendo agora!', disse Aguilera ao público da cerimônia, também admitindo que não havia um discurso preparado para o evento, pois ela não acreditava que pudesse vencer. Desde então, Aguilera levou para casa outros três Grammys, para as canções 'Lady Marmalade', 'Beautiful' e 'Ain't No Other Man', respectivamente [nos anos de 2002, 2004 e 2007]".

—Jason Lipshutz, da Billboard, analisando a vitória de Aguilera durante o Grammy Awards de 2000.
Pouco após o seu lançamento, Christina Aguilera tornou-se um sucesso comercial instantâneo nos Estados Unidos, espalhando o sucesso da cantora para o Reino Unido e outros países, o que tornou-a "um dos talentos mais bem sucedidos [e] observados da América", conforme notado pela BBC News. Quando debutou na liderança da Billboard 200, barrando o aguardado disco Forever, de Puff Daddy — o qual era esperado que estreasse no topo da tabela supracitada —, foi notado que Aguilera, cujos "poderes em sua terra natal" foram prezados pela Rolling Stone, "refrescou uma indústria popularizada com divas de voz de bebê que usam suas gravadoras como garotas usando o salto alto de suas mães", segundo Sophfronia Soctt Gregory, da revista People. Na época do lançamento do álbum, executivos da RCA Records disseram que a artista poderia "se tornar a próxima Barbara Streisand". O disco também recebeu alto reconhecimento após a noite dos Grammy Awards de 2000, na qual Aguilera foi indicada nas categorias de Melhor Artista Revelação e Melhor Performance Feminina Pop, sendo que a indicação desta última categoria foi direcionada a "Genie in a Bottle". Aguilera acabou por vencer a primeira. Jason Lipshutz, da Billboard, citou a vitória da artista naquela noite como um dos dez momentos mais importantes de sua carreira. No ano seguinte, Aguilera recebeu outra indicação na categoria de Melhor Performance Vocal Pop Feminina, desta vez para "What a Girl Wants". De acordo com a publicação Time, "ambas [as premiações] ajudaram o álbum a ir para o topo das tabelas".
As indicações de Aguilera aos Grammy Awards de 2000, seus dois primeiros singles número um, fofocas de revistas relacionadas à sua vida artística e pessoal e a mercadoria lançada sob seu nome fizeram com que ela fosse considerada a "garota [dos sonhos]", de acordo com a revista People. Em março de 2000, Lori Majewski, diretor de entretenimento da versão adolescente da publicação, intitulada Teen People, declarou: "Se as pessoas querem saber por que Christina [terá uma carreira] em torno de uma década a partir de agora, a resposta é muito clara: é talento puro". O profissional concluiu: "Quando você ouve essa menina abrir a boca, todos estão atônitos. Já a vi cantar diversas vezes e, cada vez mais, estou impressionado, mas as pessoas que estão ouvindo-a pela primeira vez não podem acreditar [no que estão ouvindo]". Em um artigo publicado em 2013 pela revista Time sobre as pessoas mais influentes do mundo naquele ano, no qual Christina apareceu, a cantora canadense Celine Dion afirmou: "Eu me lembro que ela quebrou a cena [musical] na virada do milênio. (...) Assim que comecei a ver algumas de suas aparições na TV, especialmente em shows de premiações. Lembro-me de pensar: 'Essa garota está com tudo e um pouco mais! Uma voz inacreditável, uma grande dançarina e [uma pessoa] muito bonita". Christina Aguilera também foi incluído na lista dos 200 álbuns definitivos no Rock and Roll Hall of Fame, onde foi posicionado na 127ª colocação.
Os singles do disco também receberam grande reconhecimento, sendo observados por fazerem um papel importante na carreira de Aguilera. O primeiro, "Genie in a Bottle", tornou a intérprete a terceira artista a culminar na tabela musical Billboard Hot 100 com um single de estreia em 1999; as outras duas foram "...Baby One More Time", de Britney Spears e "If You Had My Love", de Jennifer Lopez. De acordo com Ed Hogan, do banco de dados Allmusic, "o que faz o sucesso inicial da canção ser ainda mais surpreendente é o fato de que ela culminou nas tabelas semanais antes de seu vídeo musical acompanhante ser feito". A canção foi incluída em diversas listas. O canal VH1 posicionou-a na 38ª colocação das 100 melhores canções dos anos 90; Bill Lamb, da página About.com, classificou-a na vice-liderança das dez melhores faixas da artista, enquanto a AOL Radio definiu "Genie in a Bottle" como a "canção assinatura" da artista. Na lista das 100 melhores cantoras de todos os tempos, a publicação Rolling Stone colocou Aguilera no 52º posto, selecionando "Genie in a Bottle" como uma de suas "principais faixas" e observando que "mesmo em seus dias [no] teen pop 'Genie in a Bottle', ela já estava modelando sua técnica dramática e melismática [baseando-se] em heroínas do velho soul, como Etta James". Além disso, a composição sagrou-se como o single de estreia mais comercializado em 1999. Com o sucesso do single seguinte, "What a Girl Wants", Christina solidificou-se como uma força musical. O título da obra inspirou a comédia romântica cinematográfica What Women Want (2000), fazendo parte de sua trilha sonora e sendo utilizada em uma das cenas do filme. Adicionalmente, o seu título também inspirou o nome do filme homônimo (2003). "I Turn to You" inspirou a cantora Lady Gaga, conforme dito pela própria: "Quando estava com 15 anos, eu cantava 'I Turn to You' no topo dos meus pulmões, tentando atingir as notas altas dela. Então, ela foi uma inspiração para que eu pudesse ter um alto alcance vocal". Com o último foco promocional do trabalho, "Come on Over Baby (All I Want Is You)", a cantora conquistou seu terceiro número um extraído do álbum, um êxito que foi igualado apenas sete anos depois pela artista musical compatriota Fergie, cujos singles "London Bridge", "Glamorous" e "Big Girls Don't Cry" — providos de seu álbum de estreia The Dutchess (2006) — atingiram a liderança da tabela supracitada.

## Singles
"Genie in a Bottle" foi lançada como o primeiro single do disco em 22 de junho de 1999. No mesmo dia, foi comercializada em CD single e fita cassete na Amazon, sendo lançada em 9 de agosto seguinte na Alemanha no formato de maxi single. A canção recebeu análises positivas da mídia especializada, com diversos profissionais elogiando os vocais "desconfortavelmente adultos" da cantora, definindo-a como a sua canção assinatura. O vídeo musical foi dirigido por Diane Martel e filmado em uma praia de Malibu. As cenas retratam Aguilera e suas amigas divertindo-se em um luau com seus namorados, além de apresentar cenas de tensão sexual. Comercialmente, obteve êxito comercial e tornou-se um dos maiores sucessos da carreira de Christina, culminando nas tabelas musicais de países como a Áustria, o Canadá, os Estados Unidos e o Reino Unido, além de listar-se entre as dez melhores colocações na Austrália, na Finlândia, na França e na Suíça. Em terras estadunidenses, liderou a Billboard Hot 100 durante cinco semanas consecutivas, sendo considerada a "canção do verão estadunidense" de 1999.
"What a Girl Wants" foi enviada para estações de rádio estadunidenses em 29 de outubro de 1999. Posteriormente, foi comercializada em CD single, disco de vinil, fita cassete e maxi single, servindo como a segunda faixa de trabalho do álbum. A obra recebeu análises positivas de críticos musicais, com a maioria prezando os vocais "acrobáticos" da artista e comparando-os aos de Mariah Carey e Whitney Houston. Alguns profissionais também notaram semelhanças a "Genie in a Bottle". Seu vídeo musical foi dirigido por Diane Martel e apresenta um tema simples, retratando Aguilera e suas amigas dançando na frente de seus namorados. A produção atingiu a liderança do extinto programa musical da MTV, Total Request Live e foi indicada em cinco categorias nos MTV Video Music Awards de 2000, nomeadamente Artista Revelação, Melhor Vídeo Pop, Melhor Novo Artista em um Vídeo, Melhor Coreografia em um Vídeo e Escolha da Audiência, porém perdeu todas. Em termos comerciais, classificou-se no topo de tabelas espanholas, estadunidenses e neozelandesas, enquanto posicionou-se nos dez primeiros lugares de tabelas musicais da Austrália, do Canadá e do Reino Unido. Nos Estados Unidos, sagrou-se como o segundo single de Aguilera a culminar a Billboard Hot 100.
"I Turn to You" foi lançada como o terceiro single do material em 15 de maio de 2000. Neste dia, foi comercializada no formato de maxi single no Reino Unido, sendo lançada em território alemão e francês sete dias depois. Em 13 de junho seguinte, foi disponibilizada nos Estados Unidos nos formatos de CD single e disco de vinil. A canção recebeu análises mistas de críticos musicais: alguns deles prezaram os vocais de Christina, enquanto outros criticaram-na por ser uma balada clichê. O vídeo musical foi dirigido por Joseph Kahn e filmado entre os dias 26 e 28 de fevereiro de 2000. A sua estreia ocorreu em 3 de abril de 2000 através do especial Making the Video, da MTV, sendo enviado ao extinto programa musical Total Request Live — exibido pela emissora durante sua existência — no dia dez do mesmo mês. A história retrata uma jovem que sofre um acidente após discutir com sua mãe. A mãe é vista preocupada para saber onde sua filha se encontra após a discussão. A cantora, por sua vez, aparece apenas cantando na frente de um microfone antes de andar na chuva com um guarda-chuva. Elizabeth Learned, da The Celebrity Cafe, classificou a produção na quinta posição entre os dez melhores vídeos da intérprete. Comercialmente, a composição obteve um desempenho inferior aos singles anteriores de Aguilera, atingindo o terceiro posto como melhor na Billboard Hot 100 e listando-se entre as vinte melhores classificações no Canadá, na Espanha, na Nova Zelândia e no Reino Unido.
Escolhida como a última faixa de trabalho de Christina Aguilera, "Come on Over Baby (All I Want Is You)" foi lançada no formato de CD single em território estadunidense no dia 26 de setembro de 2000. No Reino Unido, o seu lançamento ocorreu em 30 de outubro seguinte, sendo disponibilizada no mesmo formato. A música recebeu resenhas mistas da mídia especializada, com profissionais concluindo que era apenas "uma [simples] faixa de disco em vez de um sucesso", apesar de terem prezado seu refrão "cativante". Seu vídeo musical correspondente foi dirigido por Paul Hunter e filmado entre os dias 12 e 15 de junho de 2000. A estreia da produção ocorreu em 31 de julho do mesmo ano através do especial Making the Video. Sendo enviado para o programa Total Request Live em 7 de agosto seguinte. Descrito como "brilhante e colorido", o vídeo apresenta um tema simples, em que a maioria das cenas retrata Aguilera e seus bailarinos dançando na frente de cenários de diversas cores, como verde, vermelho e branco. Comercialmente, listou-se entre as dez melhores posições em tabelas australianas, espanholas, estadunidenses, irlandesas, neozelandesas, holandesas e britânicas. No país natal da cantora, sagrou-se como a sua terceira obra a culminar na tabela Billboard Hot 100, permanecendo no topo durante quatro semanas consecutivas.

## Promoção

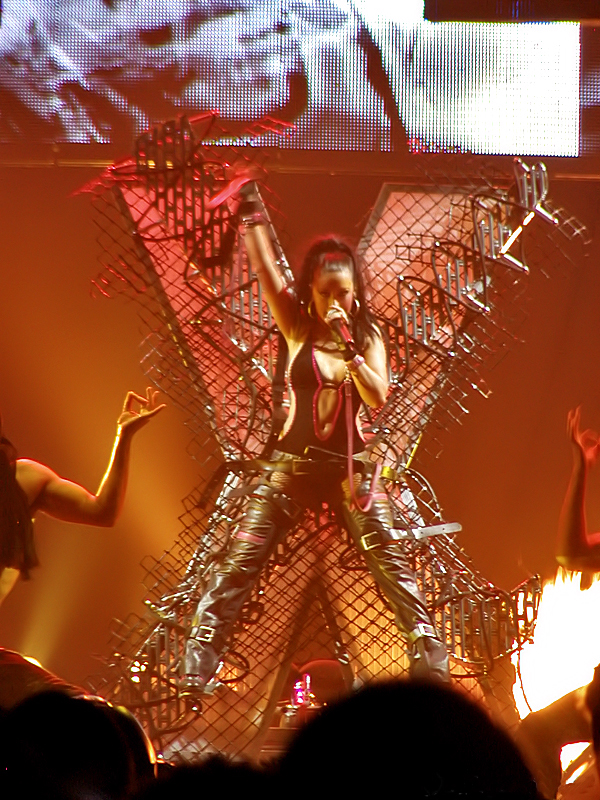
Aguilera apresentando "Genie in a Bottle" durante a turnê Stripped World Tour (2003).

Como forma de divulgação, a cantora apresentou canções do disco em diversos programas televisivos. Ela interpretou "Genie in a Bottle" em programas como The Rosie O'Donnell Show e Total Request Live. A artista apresentou "What a Girl Wants" durante a primeira cerimônia dos Teen Choice Awards, ocorrida em 1999. Em dezembro daquele ano, Aguilera lançou o vídeo Genie Gets Her Wish. O DVD inclui apresentações ao vivo, raras imagens de estúdio e entrevistas exclusivas com a artista, feitas nos bastidores de apresentações, em estúdios de gravação e no decorrer de viagens. O material também apresenta Aguilera regravando "The Christmas Song (Chestnuts Roasting on an Open Fire)", originária de Mel Tormé. Aguilera apresentou "Come on Over Baby (All I Want Is You)" durante o MTV Video Music Awards de 2000 ao lado de Fred Durst. Para a performance, ela usou um vestido de cor vermelha rubi, enquanto seus cabelos estavam caracterizados com listas pretas e vermelhas. Perto do final, Durst subiu ao palco e cantou "Livin' It Up" com Aguilera, canção de sua banda. Depois de provocar reações de fãs, Durst respondeu: "Eu disse para vocês antes, eu fiz tudo pela cópula". Semanas depois, a artista negou as declarações de Fred, dizendo que ele "não tem cópula". Mais tarde, a intérprete apresentou-se durante o evento esportivo Super Bowl XXXIV.
Em 27 de abril de 2000, foi anunciado que Aguilera daria início a sua primeira turnê mundial, em suporte a Christina Aguilera e Mi reflejo (2000). A digressão iniciou-se em 27 de maio de 2000 e concluiu-se em 1º de fevereiro de 2001, visitando 35 cidades em quatro continentes, totalizando 81 shows. Para a excursão, a cantora fez uma declaração: "Fazer a minha própria turnê significa controle criativo e alta energia, um show [que] vamos deixar rolar. Ele foi projetado pela minha banda e meus dançarinos para ser uma mistura visualmente emocionante de meus grandes sucessos e algumas surpresas especiais. Além disso, meus patrocinadores, Sears e Levi, estão dando aos fãs muitas maneiras de se envolver com a turnê, como CDs e pôsteres exclusivos, uma chance de ganhar um passe para os bastidores para encontrar-se comigo e um programa relacionado à causa chamada Come On Over and Do Something, que foi criado especificamente para a digressão". Sobre o repertório dos espetáculos, a intérprete comentou: "Eu estarei fazendo canções de meu álbum de estreia. Mas eu mudei muito fazendo isso aos 17 anos, então colocarei uma nova mistura nas coisas de meu [primeiro] álbum. (...) Haverá um monte de infecções do blues e do soul, que eu queria fazer há muito tempo". A turnê contou com diversos atos de abertura, como Destiny's Child. Para um concerto na Ásia, Aguilera fez um concerto constituído de dezoito canções, oito das quais eram de Mi reflejo, incluindo "Genio atrapado", "Falsas esperanzas", "Pero me acuerdo de ti" e "Si no te hubiera conocido". As duas primeiras etapas da turnê contaram com uma lista de faixas formada apenas por canções de Christina Aguilera, enquanto a terceira etapa contou com "Ven comigo (Solamente tú)", versão espanhola de "Come on Over Baby (All I Want Is You)". Em uma das apresentações, Aguilera levou a plateia "ao delírio" ao cantar "At Last", clássico de Etta James. Da digressão, oito concertos tiveram de ser cancelados. O último show feito na cidade de Vancouver, Canadá, foi gravado e exibido pela rede televisiva CTV Television Network. A turnê recebeu aclamação universal de críticos de música e entretenimento, em que a maioria prezou os vocais de Christina e sua energia no palco.

## Lista de faixas
| N.º            | Título                             | Compositor(es)                             | Produtor(es)                | Duração |  |
| 1.             | "Genie in a Bottle"                | Steve Kipner · David Frank · Pamela Sheyne | Frank · Kipner              | 3:33    |  |
| 2.             | "What a Girl Wants"                | Shelly Peiken · Guy Roche                  | Roche                       | 3:33    |  |
| 3.             | "I Turn to You"                    | Diane Warren                               | Roche                       | 4:35    |  |
| 4.             | "So Emotional"                     | Franne Golde · Tom Snow                    | Ron Harris                  | 4:00    |  |
| 5.             | "Come on Over (All I Want Is You)" | Aguilera · Paul Rein · Johan Aberg         | Aaron Zigman · Rein · Aberg | 3:23    |  |
| 6.             | "Reflection"                       | Matthew Wilder · David Zippel              | Wilder                      | 3:33    |  |
| 7.             | "Love for All Seasons"             | Carl Sturken · Evan Rogers                 | Sturken · Rogers            | 3:59    |  |
| 8.             | "Somebody's Somebody"              | Warren                                     | Khris Kellow                | 5:02    |  |
| 9.             | "When You Put Your Hands On Me"    | Robin Thicke · James Glass                 | Thicke · Pro J.             | 3:35    |  |
| 10.            | "Blessed"                          | Travon Pott · Brock Walsh                  | Potts                       | 3:05    |  |
| 11.            | "Love Will Find a Way"             | Rogers · Sturken                           | Rogers · Sturken            | 3:55    |  |
| 12.            | "Obvious"                          | Heather Holley                             | Robert Hoffman              | 3:58    |  |
| Duração total: | Duração total:                     | Duração total:                             | Duração total:              | 46:27   |  |

| Christina Aguilera – Faixas bônus da edição brasileira |                                  |                                      |         |  |
| N.º                                                    | Título                           | Compositor(es)                       | Duração |  |
| 13.                                                    | "Genio atrapado"                 | Rudy Pérez · Frank · Kipner · Sheyne | 3:37    |  |
| 14.                                                    | "What a Girl Wants" (Smooth Mix) | Peiken · Roche                       | 3:51    |  |
| Duração total:                                         | Duração total:                   | Duração total:                       | 53:55   |  |

| Christina Aguilera – Faixas bônus da edição japonesa |                          |                                                   |         |  |
| N.º                                                  | Título                   | Compositor(es)                                    | Duração |  |
| 13.                                                  | "We're a Miracle"        | Christina Aguilera · Todd Jerome Chapman · Zippel | 4:11    |  |
| 14.                                                  | "Don't Make Me Love You" | Chapman · Peiken                                  | 3:39    |  |
| Duração total:                                       | Duração total:           | Duração total:                                    | 54:17   |  |

| Christina Aguilera – Disco bônus da edição especial |                                                              |         |  |
| N.º                                                 | Título                                                       | Duração |  |
| 1.                                                  | "Genie in a Bottle" (Flavio vs. Mad Boris Remix)             | 6:31    |  |
| 2.                                                  | "What a Girl Wants" (Eddie Arroyo Dance Radio Edit)          | 4:05    |  |
| 3.                                                  | "I Turn to You" (Thunderpuss Remix)                          | 4:21    |  |
| 4.                                                  | "Genio atrapado" (Remix)                                     | 4:38    |  |
| 5.                                                  | "Don't Make Me Love You"                                     | 3:39    |  |
| 6.                                                  | "Come on Over Baby (All I Want Is You)" (versão radiofônica) | 3:23    |  |
| Duração total:                                      | Duração total:                                               | 26:46   |  |

## Créditos
Lista-se abaixo os profissionais envolvidos na elaboração de Christina Aguilera, de acordo com o encarte do álbum:
Músicos
| - Christina Aguilera: vocal principal - Rick Baptiste: trompete - Ali Boudris: guitarra - Sue Ann Carwell: vocal de apoio - ChakDaddy: trompete - E. Dawk: trompete - David Frank: bateria, teclados - John Glaser: sintetizador Moog - John Goux: guitarra - Gary Grant: trompete - Robert Hoffman: baixo, teclados - Heather Holley: piano - Khris Kellow: teclados | - Steve Kipner: bateria, teclados - Anthony Mazza: guitarra - Shelly Peiken: vocal de apoio - Joel Peskin: trompete - Tim Pierce: guitarra - Travon Potts: instrumentos múltiplos - Evan Rogers: vocal de apoio - Carl Sturken: instrumentos múltiplos - Robin Thicke: sintetizadores, bateria, baixo, teclados - Michael Thompson: guitarra - Bruce Watson: guitarra - Jerry Goldsmith: regência |

Produção
| - Produção: Johan Aberg, David Frank, Ron Harris, Robert Hoffman, Khris Kellow, Steve Kipner, Travon Potts, Paul Rein, Guy Roche, Evan Rogers, Carl Sturken, Robin Thicke, Diane Warren, Matthew Wilder, Aaron Zigman - Produção executiva: Ron Fair, Diane Warren - Produção associada: Dorren Dorian - Engenharia: Johan Aberg, Paul Arnold, Ali Boudris, David Frank, Dan Garcia, Ron Harris, Mike Hatzinger, Al Hemberger, Phil Kaffel, Steve Kipner, Doc Little, Mario Lucy, Michael C. Ross, Robin Thicke, Aaron Zigman - Assistência de engenharia: Tom Bender, Joe Brown, Terri Wong, Christina Aguilera - Mixagem: Rob Chiarelli, Jeff Griffin, Mick Guzauski, Tim Lauber, Peter Mokran, Dave Pensado, Robin Thicke, Tommy Vicari, Dave Way - Assistência de mixagem: Tony Flores, Jeff Griffin, Michael Huff, Tim Lauber | - Edição digital: Jeff Griffin, Bill Malina - Masterização: Eddy Schreyer - A&R: Ron Fair - Direção criativa: Jack Rovner - Programação: Johan Aberg, Airiq Anest, Ron Harris, Khris Kellow, Paul Rein, Guy Roche - Programação de bateria: Airiq Anest, Robert Hoffman, Khris Kellow - Programação de sintetizadores: Steve Porcaro - Arranjos: Ron Fair, Sherree Ford-Payne, David Frank, Khris Kellow, Steve Kipner, Travon Potts, Guy Roche, Brock Walsh, Matthew Wilder, Aaron Zigman - Arranjos vocais: Christina Aguilera, David Frank, Steve Kipner, Brock Walsh - Arranjos orquestrais: Aaron Zigman |

## Desempenho comercial
De acordo com a Nielsen SoundScan, Christina Aguilera comercializou 253 mil unidades físicas em sua semana de lançamento nos Estados Unidos, debutando no topo da Billboard 200 e barrando da primeira colocação Forever (1999), de Puff Daddy, que era esperado que estreasse na liderança. Em sua segunda atualização, caiu para o segundo lugar, vendendo 218 mil cópias. Foi certificado com nove platinas pela Recording Industry Association of America (RIAA), denotando vendas de 9 milhões de réplicas em terras estadunidenses. Segundo um levantamento feito pela Nielsen SoundScan, o disco comercializou cerca de 8 milhões e 279 mil exemplares no país até setembro de 2014, com 935 mil unidades adicionais vendidas nos clubes de música da BMG. A Nielsen SoudnScan não contabiliza discos vendidos em clubes como os da BMG, que foram significativamente populares na década de 1990. No Canadá, o trabalho culminou no Canadian Albums Chart e foi qualificado como platina sêxtupla devido a exportação de 600 mil cópias nesta nação. Christina Aguilera também foi bem sucedido no México onde recebeu  uma certificação de platina pela Asociación Mexicana de Productores de Fonogramas y Videogramas (AMPROFON) por comercializar 150 mil unidades em todo o solo mexicano. No Brasil, de acordo com uma publicação feita pela revista Época de março de 2000, o trabalho vendeu cerca de 80 mil unidades em seus sete meses de lançamento no país. Em 2024, recebeu da Pro-Música Brasil (PMB) um certificado de ouro, por 100 mil compras.
No Reino Unido, Christina Aguilera debutou na 21ª posição do UK Albums Chart na semana de 30 de outubro de 1999, caindo dez posições na semana seguinte. Permaneceu durante duas semanas entre os quarenta discos mais comprados em território britânico e conseguiu registrar uma reentrada apenas na atualização de 26 fevereiro de 2000 na 33ª colocação. Na edição seguinte, conquistou a posição de número catorze, que foi o seu pico na tabela. Permaneceu na compilação durante 26 semanas. Posteriormente, foi certificado como platina pela British Phonographic Industry (BPI). Em outros territórios europeus, a obra atingiu ainda os vinte primeiros postos na Alemanha, Áustria e na Suíça, recebendo o certificado de ouro neste último país. Devido ao seu bom desempenho comercial em todo o continente, Christina Aguilera recebeu o certificado de platina pela International Federation of the Phonographic Industry (IFPI), reconhecendo vendas de 1 milhão de exemplares.
Na Austrália, o material debutou na posição de número 31 dos ARIA Charts durante a edição de 20 de fevereiro de 2000 e, duas semanas depois, conquistou a 26ª colocação. Na semana de 29 de outubro seguinte, reentrou no número 25, atingindo o 21º posto duas semanas depois. Esta foi a sua melhor posição na tabela australiana. Mais tarde, a Australian Recording Industry Association (ARIA) certificou o projeto como platina, devido a exportação de 70 mil exemplares. Na Nova Zelândia, o trabalho estreou na 38ª colocação na atualização de 31 de outubro de 1999 da lista publicada pela Recording Industry Association of New Zealand (RIANZ). Mais tarde, pulou onze posições e reentrou duas vezes, que foram nas semanas de 28 de novembro de 1999 e 13 de fevereiro de 2000. Em 26 de março seguinte, conquistou o pico de número cinco. O álbum reentrou durante mais seis semanas e foi certificado como platina pela empresa supracitada, denotando vendas de 15 mil unidades adquiridas. No Japão, o disco atingiu o 34º posto como maior na tabela musical Oricon e recebeu a certificação de ouro pela Recording Industry Association of Japan. Até a data, Christina Aguilera vendeu 17 milhões de cópias mundialmente, sendo o álbum mais vendido da intérprete até hoje.